# ジロ・デ・イタリア 1929
ジロ・デ・イタリア 1929は、自転車競技のロードレース大会であるジロ・デ・イタリアの17回目のレース。1929年5月19日から6月9日まで行われた。全14区間。全行程2920km。
アルフレード・ビンダが総合3連覇を達成。

## 総合成績
|    | 選手名                       | 国籍         | 時間            |
| -- | ---------------------------- | ------------ | --------------- |
| 1  | アルフレード・ビンダ         | イタリア王国 | 115時間11分55秒 |
| 2  | ドメニコ・ピエモンテージ     | イタリア王国 | +3分44秒        |
| 3  | レオニーダ・フラスカーレッリ | イタリア王国 | +5分04秒        |
| 4  | アントニオ・ネグリーニ       | イタリア王国 | +6分36秒        |
| 5  | ルイジ・ジャコッベ           | イタリア王国 | +8分43秒        |
| 6  | アッレグロ・グランディ       | イタリア王国 | +12分52秒       |
| 7  | ジュゼッペ・パンチェーラ     | イタリア王国 | +14分44秒       |
| 8  | アルフォンソ・ピッチン       | イタリア王国 | +15分29秒       |
| 9  | ミケーレ・オレッキア         | イタリア王国 | +15分33秒       |
| 10 | アンブロージョ・モレッリ     | イタリア王国 | +16分29秒       |

## 総合首位
| 選手名                 | 国籍         | 首位区間 |
| ---------------------- | ------------ | -------- |
| ガエターノ・ベッローニ | イタリア王国 | 第1-第3  |
| アルフレード・ビンダ   | イタリア王国 | 第4-最終 |